# Február 29.
Február 29-e a szökőévek toldaléknapja. A Gergely-naptár szerint az év 60. napja (mint közönséges évben március 1.), és 306 nap van még hátra (mint közönséges évben február 28-án). Az ókori római naptár szökőévében ez volt az utolsó nap, míg a julián naptár szökőévének ugyanúgy a 60. napja. Gyakori tévedéssel ellentétben nem ez a nap a szökőnap, hanem február 24., ennek naptártörténeti okai vannak.
„Mátyás ugrása” értelmében a február 28-i névnapok kerülnek át erre a napra: Antónia, Elemér + Antonietta, Ilmár, Neszta, Osszián, Oszvald, Román.

## Események

### Politikai események
- 1892 – A brit és az amerikai kormány megegyezése a bering-tengeri fókavadászatról.
- 1920 – A csehszlovák nemzetgyűlés elfogadja az ország alkotmányát.
- 1956 – Eisenhower amerikai elnök bejelenti, hogy másodszor is jelölteti magát elnöknek.
- 1964 – Nyilvánosságra hozzák, hogy az amerikai hadsereg titokban kifejlesztette az A–11-es vadászbombázót.
- 1988 – Irak öt nagy hatótávolságú Al-Huszein rakétát lő ki Teheránra, a rakétatámadások ezután naponta ismétlődnek.
- 1988 – A Szovjetunióban fekvő Szumgaitban (ma: Sumqayıt, Azerbajdzsán) véres, 32 halálos áldozattal járó pogrom zajlik a helyi örmény lakosság ellen. Az esetet a hegyi-karabahi háború egyik első kiváltó eseményének tekintik.
- 1992 – A bosznia-hercegovinai népszavazáson a többség a volt jugoszláv tagköztársaság függetlensége mellett foglalt állást.
- 2016 – Országos közoktatási tiltakozás Magyarországon, melynek során kb. 50 000 diák nem ment iskolába.[2]

### Tudományos és gazdasági események
- 1504 – Holdfogyatkozás. Kolumbusz Kristóf ezzel úgy megrémíti az ellene támadó őslakosokat, hogy azok visszavonulnak.
- 1964 – Megalakul az ELDO (Európai Hordozórakéta Fejlesztő Szervezet), az ESA egyik elődszervezete.

### Kulturális események
- 1960 – Megnyílik az első Playboy-klub élő „nyuszikkal”.

#### Irodalmi, színházi és filmes események
- 1940 – Az „Elfújta a szél” c. film 8 Oscar-díjat kap.
- 2016 – A 88. Oscar-gálán Nemes Jeles László Saul fia című filmje nyeri a legjobb idegen nyelvű filmnek járó Oscar-díjat.

### Egyéb események
- 1692 – A salemi boszorkányperek során boszorkánysággal vádolnak meg egy Sarah Good nevű leányt, egy Sarah Osborne nevű idős asszonyt és egy Tituba nevű indián szolgát.
- 2000 – Elindul a Legyen Ön is milliomos! című kvízműsor Magyarországon.

## Születések
- 1468 – III. Pál pápa († 1549)
- 1792 – Gioachino Rossini olasz zeneszerző († 1868)
- 1832 – Wahrmann Mór nagykereskedő, képviselő, budapesti várospolitikus, mecénás († 1892)
- 1860 – Herman Hollerith amerikai mérnök, statisztikus, a róla elnevezett lyukkártya-rendszer megalkotója († 1929)
- 1872 – Vámbéry Rusztem magyar jogász, polgári radikális publicista († 1948)
- 1892 – Apor Vilmos győri püspök, mártír († 1945)
- 1900 – Jórgosz Szeférisz, irodalmi Nobel-díjas görög költő, író és diplomata († 1971)
- 1904 – Macskásy Árpád magyar gépészmérnök, a Budapesti Műszaki Egyetem tanára, tanszékvezető († 1977)
- 1920 – Michèle Morgan francia színésznő († 2016)
- 1928 – Joss Ackland angol színész († 2023)
- 1936 – Marin Sorescu román író, festő, műfordító, a Román Akadémia tagja († 1996)
- 1940 – I. Bartholomaiosz konstantinápolyi pátriárka
- 1944 – Szűcs Endre magyar építész, műemlékvédelmi szakember († 2023)
- 1952 – Tim Powers amerikai sci-fi és fantasy író
- 1956 – Aileen Wuornos amerikai sorozatgyilkos († 2002)
- 1972 – Antonio Sabàto Jr. olasz származású amerikai színész
- 1976 – Kovács Katalin világ- és olimpiai bajnok kajakozó
- 1984 – Decker Ádám világbajnok magyar vízilabdázó
- 1988 – Benedikt Höwedes német labdarúgó
- 2004 – Abduqodir Xusanov üzbég labdarúgó

## Halálozások
- 0468 – Hilár pápa
- 1868 – I. Lajos bajor király (* 1786)
- 1876 – Karl Haffner osztrák író (* 1804)
- 1916 – Anton Freissler(wd) osztrák üzletember és feltaláló, akinek jelentős találmánya és fejlesztése volt a páternoszter és a felvonó (* 1838)
- 1928 – Armando Diaz olasz tábornok, első világháborús főparancsnok (* 1861)
- 1944 – Pehr Evind Svinhufvud finn köztársasági elnök (* 1861)
- 1952 – Navratil Ákos közgazdász, jogtudós, az MTA tagja (* 1875)
- 1992 – Karinthy Ferenc magyar író, újságíró (* 1921)
- 1996 – Ifj. Kós Károly néprajzkutató, az MTA tagja (* 1919)
- 2008 – Dési Ábel vajdasági magyar író, költő, kritikus, publicista (* 1929)
- 2012 – Cselőtei László magyar kertészmérnök, egyetemi tanár (* 1925)
- 2016 – Vajda József Liszt Ferenc-díjas fagottművész (* 1947)
- 2020 – Székely Éva olimpiai bajnok magyar úszó, edző, a nemzet sportolója (* 1927)

## Ünnepek, emléknapok, világnapok
- A ritka betegségek napja[3]
- NOART EARTH DAY, a Művészeti Alkotástól Távolmaradás Világnapja